# Sinan Bakış
Sinan Bakış (Troisdorf, 22 april 1994) is een Turks-Duits voetballer die doorgaans speelt als spits. In juli 2023 verruilde hij FC Andorra voor Real Zaragoza.

## Clubcarrière
Bakış speelde in de jeugd van Bonner SC en kwam later terecht bij de opleiding van Bayer Leverkusen. In september 2013 haalde Kayserispor hem naar Turkije. Zijn debuut in de Süper Lig maakte de aanvaller op 15 september 2013, op bezoek bij Gençlerbirliği. Bakış mocht van coach Robert Prosinečki in de basis beginnen en in de rust werd hij gewisseld ten faveure van Diego Biseswar, die drie minuten later de score opende. Door een treffer van Nemanja Tomić werd het uiteindelijk 1–1. Dat seizoen degradeerde Kayserispor, maar in de 1. Lig werd direct het kampioenschap gehaald. Bakış stapte medio 2016 transfervrij over naar Bursaspor. In twee jaar tijd kwam de spits tot één competitiedoelpunt en Admira haalde hem hierop naar Oostenrijk. In het seizoen 2019/20 kwam de Turk voor het eerst in zijn carrière tot minimaal tien treffers in een jaargang.
Na afloop van dat seizoen werd Bakış overgenomen door Heracles Almelo, waar hij zijn handtekening zette onder een verbintenis voor de duur van drie seizoenen. In Almelo werd hij binnengehaald als vervanger van de aan KRC Genk verkochte clubtopscorer Cyriel Dessers. In zijn eerste maanden in Almelo wist Bakış het net niet te vinden. In een bekerwedstrijd tegen Telstar kwam hij voor het eerst tot scoren. Doordat ook Rai Vloet en Adrián Szőke een doelpunt maakten, won Heracles met 3–0. Het was daarna nog wachten op de eerste competitietreffer van de Turkse spits. Die viel op 12 januari 2021, toen hij direct tekende voor een hattrick tegen FC Emmen. Van die club werd met 4–0 gewonnen, doordat ook Vloet nog scoorde. Aan het einde van het seizoen 2021/22 degradeerde Bakış met Heracles naar de Eerste divisie.
Hij daalde zelf niet mee af, maar verkaste voor een jaar naar FC Andorra. Een jaar later vertrok Bakış transfervrij naar Real Zaragoza. Voor deze club scoorde hij niet in het seizoen 2023/24, waarna hij verhuurd werd aan Górnik Zabrze.

## Clubstatistieken
| Seizoen | Club            | Competitie       | Competitie | Competitie | Beker | Beker | Internationaal | Internationaal | Totaal | Totaal |
| Seizoen | Club            | Competitie       | Wed.       | Dlp.       | Wed.  | Dlp.  | Wed.           | Dlp.           | Wed.   | Dlp.   |
| ------- | --------------- | ---------------- | ---------- | ---------- | ----- | ----- | -------------- | -------------- | ------ | ------ |
| 2013/14 | Kayserispor     | Süper Lig        | 6          | 0          | 0     | 0     | —              | —              | 6      | 0      |
| 2014/15 | Kayserispor     | 1. Lig           | 1          | 0          | 4     | 3     | —              | —              | 5      | 3      |
| 2015/16 | Kayserispor     | Süper Lig        | 22         | 3          | 9     | 5     | —              | —              | 31     | 8      |
| 2016/17 | Bursaspor       | Süper Lig        | 12         | 1          | 7     | 0     | —              | —              | 19     | 1      |
| 2017/18 | Bursaspor       | Süper Lig        | 8          | 0          | 5     | 1     | —              | —              | 13     | 1      |
| 2018/19 | Admira          | Bundesliga       | 27         | 4          | 0     | 0     | 2              | 1              | 29     | 5      |
| 2019/20 | Admira          | Bundesliga       | 25         | 12         | 1     | 0     | —              | —              | 26     | 12     |
| 2020/21 | Heracles Almelo | Eredivisie       | 27         | 10         | 1     | 1     | —              | —              | 28     | 11     |
| 2021/22 | Heracles Almelo | Eredivisie       | 32         | 7          | 2     | 0     | —              | —              | 34     | 7      |
| 2022/23 | FC Andorra      | Segunda División | 33         | 12         | 3     | 2     | —              | —              | 36     | 14     |
| 2023/24 | Real Zaragoza   | Segunda División | 19         | 0          | 0     | 0     | —              | —              | 19     | 0      |
| 2024/25 | → Górnik Zabrze | Ekstraklasa      | 14         | 0          | 0     | 0     | —              | —              | 14     | 0      |
| Totaal  | Totaal          | Totaal           | 226        | 49         | 32    | 12    | 2              | 1              | 260    | 62     |

Bijgewerkt op 20 juli 2025.

## Erelijst
| 1. Lig | 1 | 2014/15 |